# 1608.
◄ | 16. stoljeće | 17. stoljeće | 18. stoljeće | ►
◄ | 1570-ih | 1580-ih | 1590-ih | 1600-ih | 1610-ih | 1620-ih | 1630-ih | ►
◄◄ | ◄ | 1605. | 1606. | 1607. | 1608. | 1609. | 1610. | 1611. | ► | ►►
Arhitektura • Astronomija • Glazba • Kazalište • Kiparstvo • Knjige • Književnost • Kršćanstvo • Medicina • Politika • Pravo • Promet • Slikarstvo • Znanost
1608. bila je sedma godina 17  stoljeća.

## Događaji
- ljeto – Marijino ukazanje u Šiluvi.

## Rođenja
- 9. prosinca – John Milton, engleski književnik († 1674.)

## Smrti
- John Dee, engleski znanstvenik (* 1527.)